# Robbert Kemperman

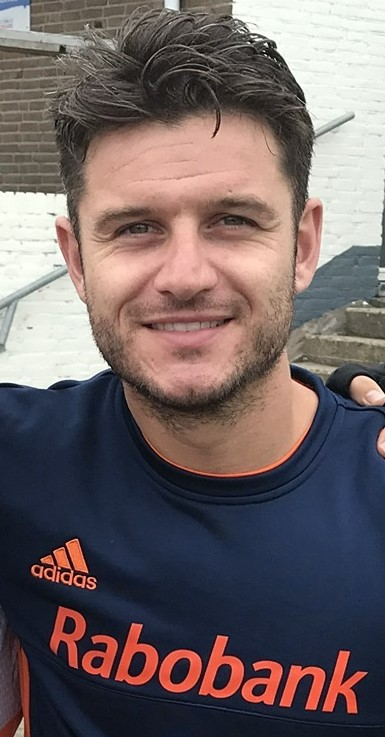
Robert Kemperman

Robbert Kemperman, född den 24 juni 1990 i Nijmegen, Nederländerna, är en nederländsk landhockeyspelare.
Han tog OS-silver i herrarnas landhockeyturnering i samband med de olympiska landhockeytävlingarna 2012 i London.
Vid de olympiska landhockeytävlingarna 2016 i Rio de Janeiro slutade de Kemperman på en fjärde plats efter förlust mot Tyskland i bronsmatchen.